# Touch & Move
Touch & Move è il terzo EP del gruppo musicale sudcoreano Sistar, pubblicato nel 2014 dall'etichetta discografica Starship Entertainment insieme a LOEN Entertainment.

## Antefatti
Il 10 luglio 2014, le Sistar annunciarono il loro ritorno per il 21 del mese con una foto teaser. Rispetto ai precedenti dischi, la title track dell'EP è composta da Rado e Choi Kyu Sung. Il 14 luglio fu pubblicato il trailer di "Touch My Body", in cui appare anche l'attore Kim Bo Sung. Il 15 luglio furono diffuse le foto teaser di Hyolyn e di Bora, mentre il giorno seguente quelle di Soyou e Dasom. Il 17 luglio fu diffuso un video teaser del brano e altre foto dei membri. L'EP completo con il video musicale della title track uscì il 21 luglio. A poche ore della sua uscita, "Touch My Body" arrivò in cima alle classifiche, facendo vincere al gruppo un all-kill. Il 27 luglio, la Starship Entertainment pubblicò sul proprio canale YouTube una Acoustic Version di "Touch My Body" in collaborazione con il chitarrista Ahn Jung Jae, mentre il 14 agosto fu pubblicato il making-of del brano.
Le promozioni iniziarono il 24 luglio. Il brano "Touch My Body" fu utilizzato come traccia promozionale nelle loro performance nei programmi M! Countdown, Music Bank, Show! Music Core e Inkigayo.

## Tracce
1. WOW – 1:21 (Rado, Choi Kyu Sung)
2. Touch My Body – 3:26 (Rado, Choi Kyu Sung)
3. Naughty Hands (나쁜손) (feat. Verbal Jint) – 3:33 (testo: Duble Sidekick, David Kim, Verbal Jint – musica: Duble Sidekick, David Kim)
4. But I Love U – 3:31 (testo: Mad Clown, Min Yeon Jae – musica: Kim Do Hoon, Seo Yeong Bae)
5. Ok Go! – 3:14 (testo: Rovin – musica: Rovin, Bronze)
6. Sunshine – 3:34 (testo: Hyolyn, Min Yeon Jae, Mandy Ventrice – musica: Lazy Dog, Mandy Ventrice, 72)

## Formazione
- Bora – rapper
- Hyolyn – voce, rapper
- Soyou – voce
- Dasom – voce

## Classifiche

### Classifiche settimanali
| Classifica (2014) | Posizione massima |
| ----------------- | ----------------- |
| Corea del Sud     | 2                 |

### Classifiche di fine anno
| Classifica (2014) | Posizione |
| ----------------- | --------- |
| Corea del Sud     | 100       |